# دانيال بي. سيلفا
دانيال بي. سيلفا هو سياسي أمريكي، ولد في 1943 في Monticello, New Mexico ‏ في الولايات المتحدة. نشط حزبياً في الحزب الديمقراطي. وقد انتخب عضو مجلس نواب نيومكسيكو ‏.